# Seznam ministrů zahraničních věcí Spojeného království
Seznam ministrů zahraničních věcí Spojeného království představuje chronologický přehled osob působících v tomto úřadu:
| Jméno                                                                                         | Foto | Nástup do funkce   | Konec funkce       | Životní data |
| --------------------------------------------------------------------------------------------- | ---- | ------------------ | ------------------ | ------------ |
| Charles James Fox                                                                             |      | 27. března 1782    | 4. července 1782   | 1749–1806    |
| Thomas Robinson, 2. baron Grantham                                                            |      | 10. července 1782  | 2. dubna 1783      | 1738–1786    |
| Charles James Fox                                                                             |      | 2. dubna 1783      | 19. prosince 1783  | 1749–1806    |
| George Grenville, 3. hrabě Temple                                                             |      | 19. prosince 1783  | 23. prosince 1783  | 1753–1813    |
| Francis Osborne, 5. vévoda z Leedsu                                                           |      | 23. prosince 1783  | 21. dubna 1791     | 1751–1799    |
| William Wyndham Grenville, 1. baron Grenville                                                 |      | 29. dubna 1791     | 20. února 1801     | 1759–1834    |
| Robert Jenkinson, baron Hawkesbury                                                            |      | 20. února 1801     | 12. května 1804    | 1770–1828    |
| Dudley Ryder, 2. baron Harrowby                                                               |      | 12. května 1804    | 11. ledna 1805     | 1762–1847    |
| Henry Phipps, 3. baron Mulgrave                                                               |      | 11. ledna 1805     | 7. února 1806      | 1755–1831    |
| Charles James Fox                                                                             |      | 7. února 1806      | 13. září 1806      | 1749–1806    |
| Charles Grey, vikomt Howick                                                                   |      | 24. září 1806      | 25. března 1807    | 1764–1845    |
| Sir George Canning                                                                            |      | 25. března 1807    | 11. října 1809     | 1770–1827    |
| Henry Bathurst, 3. hrabě Bathurst                                                             |      | 11. října 1809     | 6. prosince 1809   | 1762–1834    |
| Richard Wellesley, 1. markýz Wellesley                                                        |      | 6. prosince 1809   | 18. února 1812     | 1760–1842    |
| Robert Stewart, vikomt Castlereagh                                                            |      | 28. února 1812     | 12. srpna 1822     | 1769–1822    |
| Sir George Canning                                                                            |      | 16. září 1822      | 30. dubna 1827     | 1770–1827    |
| John Ward, 1. hrabě Dudley                                                                    |      | 30. dubna 1827     | 30. května 1828    | 1781–1833    |
| George Hamilton-Gordon, 4. hrabě z Aberdeenu                                                  |      | 30. května 1828    | 22. listopadu 1830 | 1784–1860    |
| Henry John Temple, 3. vikomt Palmerston                                                       |      | 22. listopadu 1830 | 17. listopadu 1834 | 1784–1865    |
| Arthur Wellesley, 1. vévoda z Wellingtonu (do prosince 1834 zároveň premiér)                  |      | 17. listopadu 1834 | 18. dubna 1835     | 1769–1852    |
| Henry John Temple, 3. vikomt Palmerston                                                       |      | 18. dubna 1835     | 3. září 1841       | 1784–1865    |
| George Hamilton-Gordon, 4. hrabě z Aberdeenu                                                  |      | 3. září 1841       | 6. července 1846   | 1784–1860    |
| Henry John Temple, 3. vikomt Palmerston                                                       |      | 6. července 1846   | 26. prosince 1851  | 1784–1865    |
| Granville Leveson-Gower, 2. hrabě Granville                                                   |      | 26. prosince 1851  | 27. února 1852     | 1815–1891    |
| James Harris, 3. hrabě z Malmesbury                                                           |      | 27. února 1852     | 28. prosince 1852  | 1807–1889    |
| lord John Russell                                                                             |      | 28. prosince 1852  | 21. února 1853     | 1792–1878    |
| George Villiers, 4. hrabě z Clarendonu                                                        |      | 21. února 1853     | 26. února 1858     | 1800–1870    |
| James Harris, 3. hrabě z Malmesbury                                                           |      | 26. února 1858     | 18. června 1859    | 1807–1889    |
| John Russell, 1. hrabě Russell                                                                |      | 18. června 1859    | 3. listopadu 1865  | 1792–1878    |
| George Villiers, 4. hrabě z Clarendonu                                                        |      | 3. listopadu 1865  | 6. července 1866   | 1800–1870    |
| Edward Stanley, lord Stanley                                                                  |      | 6. července 1866   | 9. prosince 1868   | 1826–1893    |
| George Villiers, 4. hrabě z Clarendonu                                                        |      | 9. prosince 1868   | 27. června 1870    | 1800–1870    |
| Granville Leveson-Gower, 2. hrabě Granville                                                   |      | 27. června 1870    | 21. února 1874     | 1815–1891    |
| Edward Stanley, 15. hrabě z Derby                                                             |      | 21. února 1874     | 2. dubna 1878      | 1826–1893    |
| Robert Cecil, 3. markýz ze Salisbury                                                          |      | 2. dubna 1878      | 28. dubna 1880     | 1830–1903    |
| Granville Leveson-Gower, 2. hrabě Granville                                                   |      | 28. duben 1880     | 24. června 1885    | 1815–1891    |
| Robert Cecil, 3. markýz ze Salisbury (zároveň premiér)                                        |      | 24. června 1885    | 6. února 1886      | 1830–1903    |
| Archibald Primrose, 5. hrabě z Rosebery                                                       |      | 6. února 1886      | 3. srpna 1886      | 1847–1929    |
| Stafford Northcote, 1. hrabě z Iddesleighu                                                    |      | 3. srpna 1886      | 12. ledna 1887     | 1818–1887    |
| Robert Cecil, 3. markýz ze Salisbury (zároven premiér)                                        |      | 14. ledna 1887     | 11. srpna 1892     | 1830–1903    |
| Archibald Primrose, 5. hrabě z Rosebery                                                       |      | 18. srpna 1892     | 11. března 1894    | 1847–1929    |
| John Wodehouse, 1. hrabě z Kimberley                                                          |      | 11. března 1894    | 21. června 1895    | 1826–1902    |
| Robert Cecil, 3. markýz ze Salisbury (zároveň premiér)                                        |      | 29. června 1895    | 12. listopadu 1900 | 1830–1903    |
| Henry Charles Petty-Fitzmaurice, 5. markýz z Lansdowne                                        |      | 12. listopadu 1900 | 4. prosince 1905   | 1845–1927    |
| Sir Edward Grey                                                                               |      | 10. prosince 1905  | 10. prosince 1916  | 1862–1933    |
| Arthur James Balfour                                                                          |      | 10. prosince 1916  | 24. října 1919     | 1848–1930    |
| George Nathaniel Curzon, 1. markýz Curzon                                                     |      | 24. října 1919     | 22. ledna 1924     | 1859–1925    |
| James Ramsay MacDonald                                                                        |      | 23. ledna 1924     | 7. listopadu 1924  | 1866–1937    |
| Sir Austen Chamberlain                                                                        |      | 7. listopadu 1924  | 7. června 1929     | 1863–1937    |
| Arthur Henderson                                                                              |      | 8. června 1929     | 26. srpna 1931     | 1863–1935    |
| Rufus Isaacs, 1. markýz z Readingu                                                            |      | 26. srpna 1931     | 5. listopadu 1931  | 1860–1935    |
| John Allsebrook Simon                                                                         |      | 5. listopadu 1931  | 7. června 1935     | 1873–1954    |
| Sir Samuel John Gurney Hoare                                                                  |      | 7. června 1935     | 18. prosince 1935  | 1880–1959    |
| Anthony Eden                                                                                  |      | 22. prosince 1935  | 21. února 1938     | 1897–1977    |
| Edward Wood, 3. vikomt Halifax                                                                |      | 25. února 1938     | 23. prosince 1940  | 1881–1959    |
| Anthony Eden                                                                                  |      | 23. prosince 1940  | 27. července 1945  | 1897–1977    |
| Ernest Bevin                                                                                  |      | 27. července 1945  | 9. března 1951     | 1881–1951    |
| Herbert Morrison                                                                              |      | 9. března 1951     | 26. října 1951     |              |
| Anthony Eden                                                                                  |      | 26. října 1951     | 7. dubna 1955      | 1897–1977    |
| Harold Macmillan                                                                              |      | 7. dubna 1955      | 20. prosince 1955  | 1894–1986    |
| Selwyn Lloyd                                                                                  |      | 20. prosince 1955  | 27. července 1960  | 1904–1978    |
| Alec Douglas-Home, 14. hrabě z Home                                                           |      | 27. července 1960  | 20. října 1963     | 1903–1995    |
| Richard Austen Butler                                                                         |      | 20. října 1963     | 16. října 1964     | 1902–1982    |
| Patrick Gordon Walker                                                                         |      | 16. října 1964     | 22. ledna 1965     | 1907–1980    |
| Michael Stewart                                                                               |      | 22. ledna 1965     | 11. srpna 1966     | 1906–1990    |
| George Brown                                                                                  |      | 11. srpna 1966     | 16. března 1968    | 1914–1985    |
| Michael Stewart                                                                               |      | 16. března 1968    | 17. října 1968     | 1906–1990    |
| Sloučení ministerstva pro Commonwealth s ministerstvem zahraničí                              |      |                    |                    |              |
| Michael Stewart                                                                               |      | 17. října 1968     | 19. června 1970    | 1906–1990    |
| Alec Douglas-Home, 14. hrabě z Home                                                           |      | 20. června 1970    | 4. března 1974     | 1903–1995    |
| James Callaghan                                                                               |      | 5. března 1974     | 5. dubna 1976      | 1912–2005    |
| Anthony Crosland                                                                              |      | 8. dubna 1976      | 19. února 1977     | 1918–1977    |
| David Owen                                                                                    |      | 22. února 1977     | 4. května 1979     | 1938–        |
| Peter Carrington, 6. baron Carrington                                                         |      | 4. května 1979     | 5. dubna 1982      | 1919–2018    |
| Francis Pym                                                                                   |      | 6. dubna 1982      | 11. června 1983    | 1922–2008    |
| Sir Geoffrey Howe                                                                             |      | 11. června 1983    | 24. července 1989  | 1926–2015    |
| John Major                                                                                    |      | 24. července 1989  | 26. října 1989     | 1943–        |
| Douglas Hurd                                                                                  |      | 26. října 1989     | 5. července 1995   | 1930–        |
| Malcolm Rifkind                                                                               |      | 5. července 1995   | 2. května 1997     | 1946–        |
| Robin Cook                                                                                    |      | 2. května 1997     | 8. června 2001     | 1946–2005    |
| Jack Straw                                                                                    |      | 8. června 2001     | 5. května 2006     | 1946–        |
| Margaret Beckettová                                                                           |      | 5. května 2006     | 27. června 2007    | 1943–        |
| David Miliband                                                                                |      | 27. června 2007    | 11. května 2010    | 1965–        |
| William Hague                                                                                 |      | 12. května 2010    | 14. července 2014  | 1961–        |
| Philip Hammond                                                                                |      | 14. července 2014  | 13. července 2016  | 1955–        |
| Boris Johnson                                                                                 |      | 13. července 2016  | 9. července 2018   | 1964–        |
| Jeremy Hunt                                                                                   |      | 9. července 2018   | 24. července 2019  | 1966–        |
| Dominic Raab                                                                                  |      | 24. července 2019  | 2. září 2020       | 1974–        |
| Sloučení ministerstva pro zahraničí a Commonwealth s vládním oddělením pro mezinárodní rozvoj |      |                    |                    |              |
| Dominic Raab                                                                                  |      | 2. září 2020       | 15. září 2021      | 1974–        |
| Liz Trussová                                                                                  |      | 15. září 2021      | 6. září 2022       | 1975–        |
| James Cleverly                                                                                |      | 6. září 2022       | 13. listopadu 2023 | 1969–        |
| David Cameron                                                                                 |      | 13. listopadu 2023 | 5. července 2024   | 1966–        |
| David Lammy                                                                                   |      | 5. července 2024   | úřadující          | 1972–        |